# Port Glasgow
Port Glasgow (gälisch Port Ghlaschu) ist eine Hafenstadt in Schottland.
Port Glasgow ist nach Greenock die zweitgrößte Stadt im Inverclyde, einer Council Area an der Westküste Schottlands. Sie liegt am Südufer des River Clyde.

## Geschichte
Port Glasgow war früher unter dem Namen Newark bekannt, ein mundartlicher Begriff für new-work (= neue Arbeit). Die Geschichte des Ortes ist eng mit der Burg Newark und der Familie Maxwell verbunden.
Der andere wichtige Faktor für Port Glasgow ist, wie der Name andeutet, die Schifffahrt. Es wurden hier Schiffe aus den Niederlanden und Frankreich entladen und die Fracht in kleineren Schiffen über den Clyde nach Glasgow gebracht. 1667 kaufte die Stadt Glasgow Land an der Küste, um einen Hafen und Wellenbrecher zu errichten. Dadurch wurde das Dorf Newark zum ersten Tiefseehafen Glasgows und wurde bald Port Glasgow genannt. 1833 wurde Port Glasgow Freie Stadt. Um diese Zeit wurde der Clyde vertieft, sodass die Stadt nicht mehr als Hafen gebraucht wurde. Dadurch fiel der nun beginnende Schiffbau umso schwerer ins Gewicht.
Im 19. Jahrhundert wurde die Stadt ein Zentrum des Schiffbaus. Unter anderem war dort die Clyde Shipbuilding Company angesiedelt. Eines der bekanntesten Schiff war die Comet. Der 1811 gebaute Raddampfer war das erste wirtschaftlich erfolgreich eingesetzte Dampfschiff Europas. Der Schiffbau ist im Zuge der Deindustrialisierung, wie auch andere Industriezweige in Inverclyde, zu weiten Teilen verschwunden. Die einzige verbliebene private Werft am Clyde ist Ferguson Shipbuilders.
Die 1774 errichtete Newark Parish Church wird nicht mehr genutzt.

## Sehenswürdigkeiten
Die wichtigste Attraktion des Ortes ist die Burg Newark aus dem Jahr 1484. Diese wurde bis 1697 von dem Clan der Maxwells bewohnt. Die Burg steht nahe dem Ufer des Clyde. Früher war sie auf allen Seiten von Werften umgeben. Heute gibt es nur noch die Werft Ferguson an ihrer Westseite.
1823 wurden die presbyterianische St Andrew’s Church und 1959 die katholische Holy Family Roman Catholic Church errichtet.

## Persönlichkeiten
- Margaret McDonald (1815–?), Theologin, geboren in Port Glasgow
- Peter McCormick (1833–1916), australischer Schullehrer und Komponist, geboren in Port Glasgow
- James Thomson (1834–1882), Dichter, geboren in Port Glasgow
- Harry McNish (1874–1930), Schiffszimmermann, geboren in Port Glasgow
- Jimmy McDougall (1904–1984), Fußballspieler, geboren in Port Glasgow
- Robert Rental (1952–2000), Musiker, geboren in Port Glasgow
- Ross McCall (* 1976), Schauspieler, geboren in Port Glasgow
- Stephen Kelly (* 2000), Fußballspieler, geboren in Port Glasgow